# The Escapist
The Escapist (стилизованно the escapist) — электронный журнал, посвящённый в основном компьютерным играм, но затрагивающий также фильмы, комиксы, телевизионные передачи и многое другое. Публикуется Александром Макрисом с 12 июля 2005 года; в настоящее время главным редактором является Джошуа Вандерволл. Изначально выпуски журнала выходили раз в неделю, в настоящее время статьи выходят непрерывно. С 2018 года владельцем является Enthusiast Gaming — компания, также владеющая Destructoid.

## История
С момента основания журнал публикуется Александром Макрисом, по 30 июня 2009 года главным редактором была Джулианна Грир, далее по сентябрь 2011 года — Расс Питтс, по 4 сентября 2012 — Стив Баттс, по 14 июня 2013 года — Сюзан Арендт, по 21 января 2015 года — Грег Тито, в настоящий момент редактируется Джошуа Вандерволлом. Изначально журнал был еженедельным, но в настоящее время статьи выходят непрерывно.
Дебютный выпуск вышел 12 июня 2005 года. Он включал статьи от таких известных в игровом сообществе авторов, как Джерри Холкинс, Киаран Джиллен и Джон Скотт Тайнс. Последующие выпуски включали работы Тома Чика, Аллена Варни, Джима Россиньоля и других знаменитых авторов, включая работу в четырёх частях лид-геймдизайнера Спектора Уоррена. Первый главный редактор, Джулианна Грир, до The Escapist не участвовала в журналистике игровой индустрии, работая в сфере маркетинга и новых медиа. Согласно данным Themis Group, к концу 2006 года сайт читало 150 000 человек в месяц.
9 июля 2007 года сайт был перезапущен с новым дизайном. С этого момента прекратился еженедельный выпуск изданий в формате PDF, публикация статей стала непрерывной. Хотя сайт сохранил концепцию темы на неделю и не изменил расписания публикаций, на сайте стало публиковаться больше игровых обзоров и статей от редакторов, стали чаще освещаться игровые конференции. Значимым нововведением стал проект Zero Punctuation — еженедельные видеообзоры игр, увеличившие число посетителей в четыре раза.
15 ноября 2012 года было объявлено о покупке журнала у Themis Media компанией Alloy Digital, сумма сделки оглашена не была. В 2014 году произошло слияние Alloy media с Break Media под новым названием Defy Media. В 2018 году журнал был перепродан компании Enthusiast Gaming, также владеющей журналом Destructoid; следом шёл перезапуск сайта под руководством главного редактора Расса Питтса.

## Награды
В мае 2008 года The Escapist выиграл Webby Award и победил в голосовании пользователей за лучший сайт, посвящённый компьютерным играм. 2009 год также принёс сайту эту награду после затянувшейся битвы между читателями журнала и пользователями сайта GameSpot. В 2011 вновь выиграл три награды Webby Awards за лучший сайт о компьютерных играх, лучший сайт о компьютерных играх по мнению пользователей и лучший сайт о стиле жизни по мнению пользователей. Помимо этого, The Escapist получил Mashable Open Web Award за лучший электронный журнал в 2009 году и попал в список 50 лучших сайтов по мнению журнала Time в 2011 году.